# 다고베르투스 1세
다고베르트 1세(Dagobert I, 603년 ~ 639년)는 메로빙거 왕조 출신의 프랑크 왕국의 군주이다. 부왕 클로타르 2세 생전에 후계자 겸 공동국왕으로 내정되었고, 629년 프랑크 왕국을 재통일했다.
632년 바스크족의 아키텐 기습 이후 바스크족 원정을 주관하였으나 실패했다. 그의 사후 프랑크 왕국의 권력은 지역 귀족들에 의해 사실상 와해되었다.

## 같이 보기
- 메로빙거 왕조
- 프랑크 왕국
- 클로타르 2세
- 지게베르트 3세
- 클로비스 2세
- 다고베르트 2세
- 하리베르트 2세
- 아우스트라시아
- 네우스트리아